# Echte Bärentraube
Die Echte oder Immergrüne Bärentraube (Arctostaphylos uva-ursi) ist eine Pflanzenart aus der Gattung der Bärentrauben (Arctostaphylos) innerhalb der Familie der Heidekrautgewächse (Ericaceae). Sie ist auf der Nordhalbkugel in Nordamerika und Eurasien weitverbreitet und wird beispielsweise als Heilpflanze genutzt.

## Beschreibung

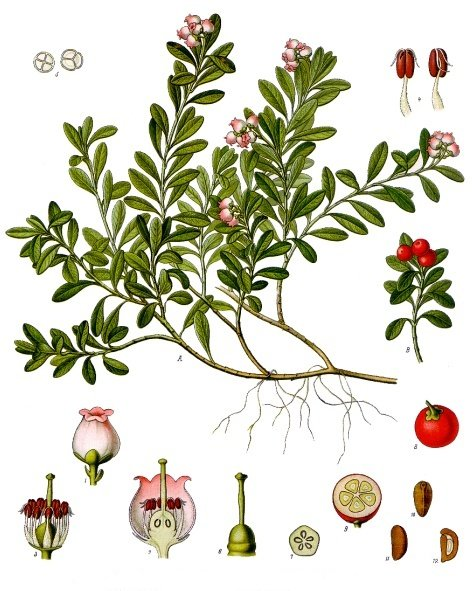
Illustration aus Franz Eugen Köhler: Köhler’s Medizinal-Pflanzen, Gera 1887: „Bärentraube. A blühende Pflanze, nat. Grösse; B Fruchtzweig, desgl.; 1 Blüthe, vergrössert; 2 dieselbe im Längsschnitt, desgl.; 3 dieselbe ohne Krone, desgl.; 4 Staubgefässe, desgl.; 5 Pollen, desgl.; 6 Stempel, desgl.; 7 Fruchtknoten im Querschnitt, desgl.; 8 Frucht, desgl.; 9 dieselbe im Querschnitt, desgl.; 10 u. 11 Steinkern, von verschiedenen Seiten, desgl.; 12 derselbe im Längsschnitt, desgl.“

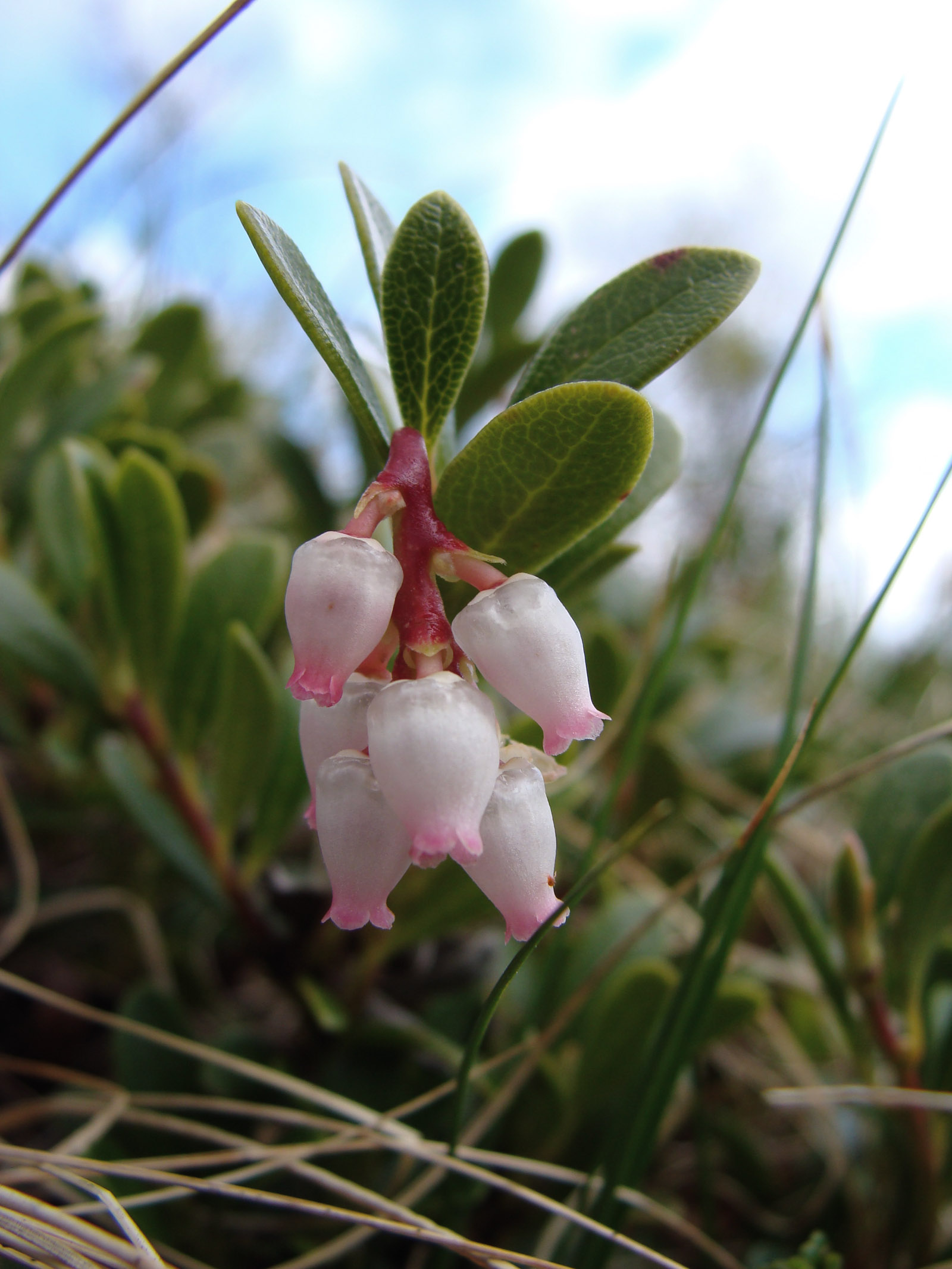
Blütenstand mit einigen helleren, krugförmigen Blüten: auch die netzartige Blattaderung auf der Blattunterseite ist erkennbar.

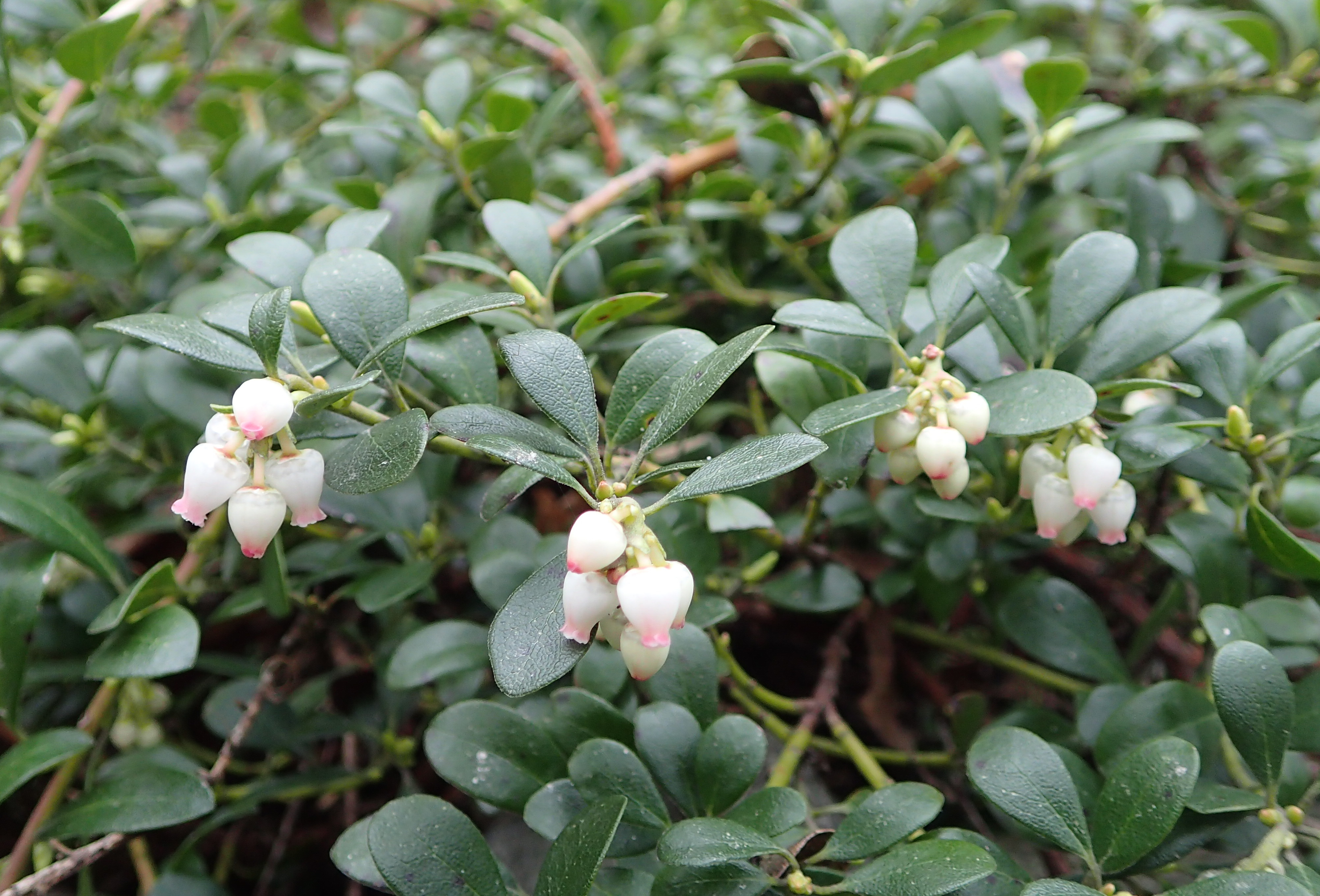
Blütenstand

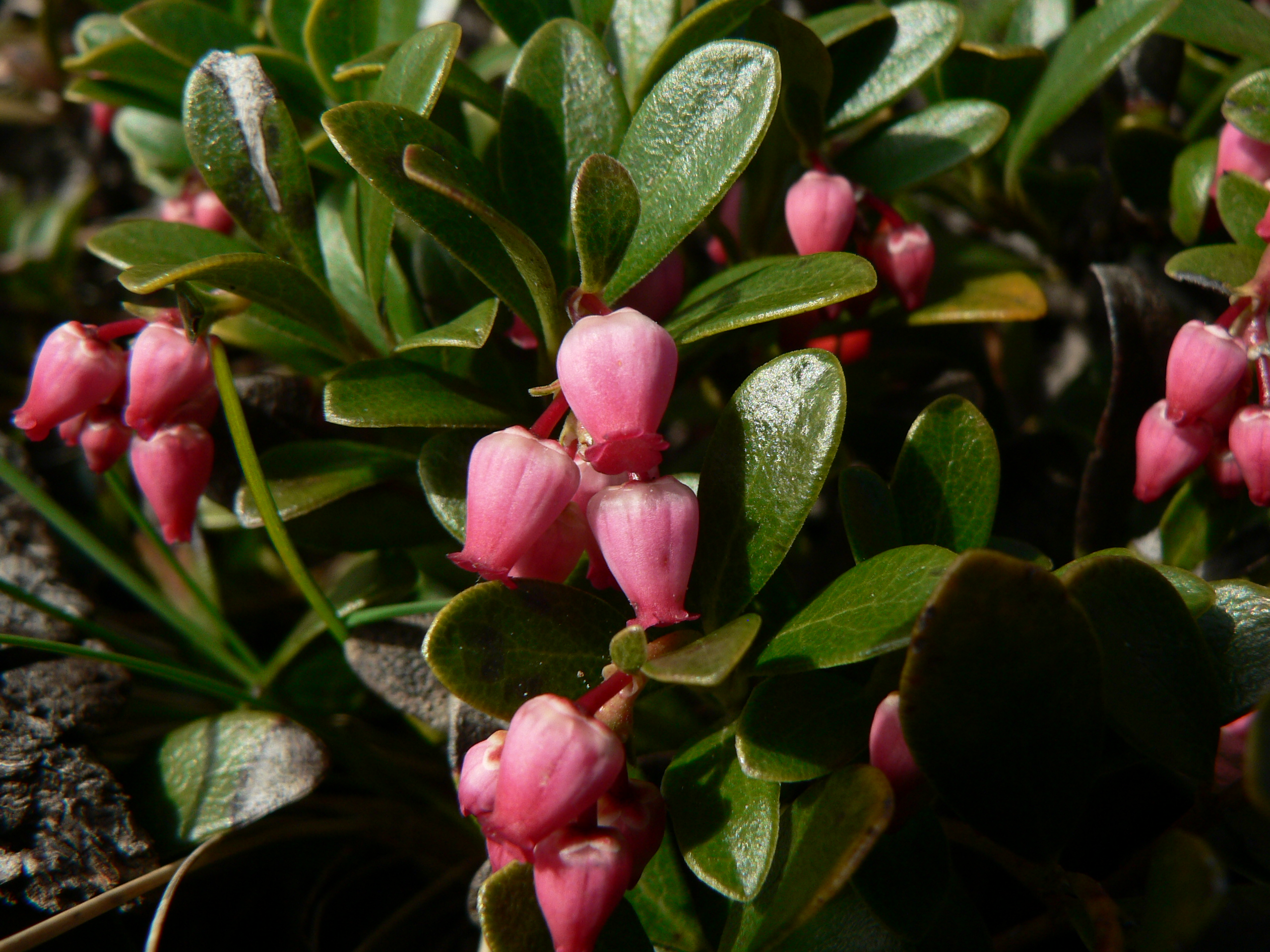
Blütenstände mit einigen dunkleren, krugförmigen Blüten; auch die glänzend, dunkelgrüne Blattoberseite ist erkennbar.

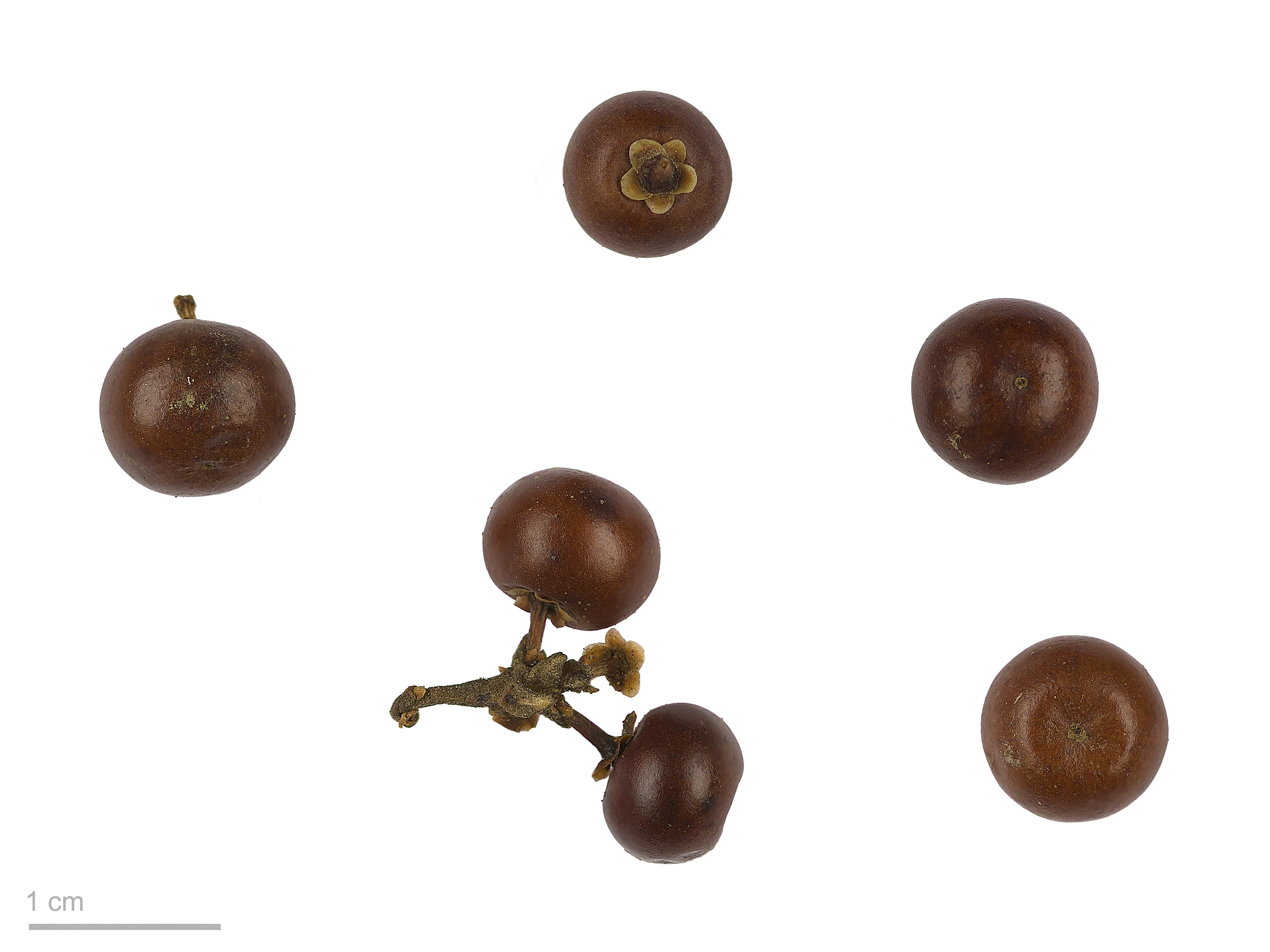
Früchte aus unterschiedlichen Blickrichtungen

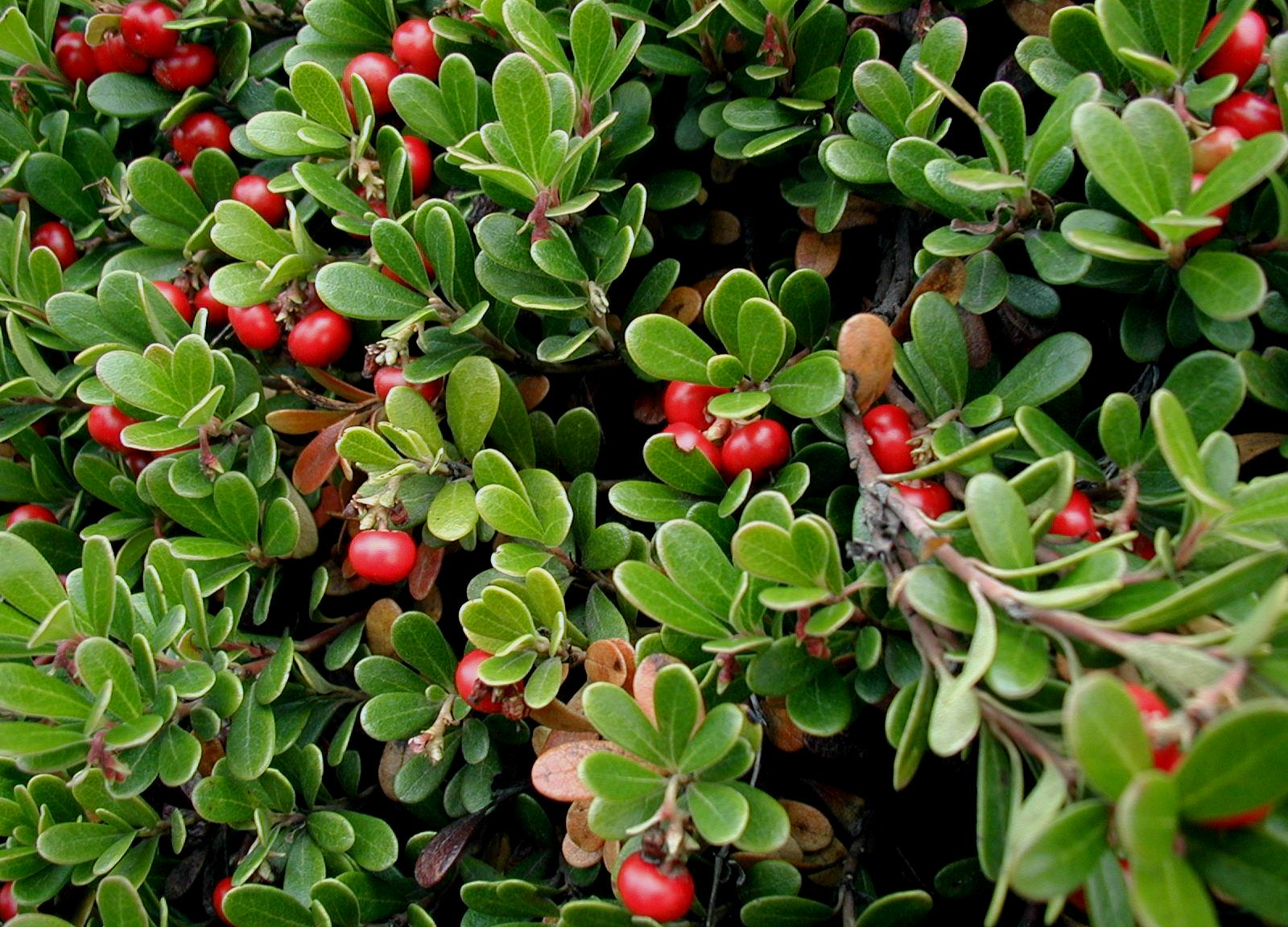
Habitus, Laubblätter und reife Steinfrüchte

### Erscheinungsbild und Blatt
Die Echte Bärentraube wächst als immergrüner, niederliegender Strauch, auch Spalierstrauch genannt, und erreicht Wuchshöhen von 5 bis 10 Zentimetern, bis zu 50 Zentimetern. Mit seinen aufsteigenden Ästen, die Längen von 20 bis 50 Zentimetern erreichen bildet er Matten. Die Rinde der Zweige besitzt je nach Population eine sehr variable Behaarung (Indument, Trichome), meist ist sie spärlich kurz, manchmal lang oder lang-drüsig behaart, manchmal auch mit unterschiedlichen Haartypen auf einem Exemplar.
Die wechselständig an den Zweigen angeordneten Laubblätter sind in Blattstiel und Blattspreite gegliedert. Im unteren Bereich der Zweige stehen die Laubblätter einzeln im oberen Bereich überlappen sie sich. Die Laubblätter sind anfangs behaart und später kahl. Der Blattstiel ist 2 bis 4 Millimeter lang. Die derbe, einfache Blattspreite ist flach und bei einer Länge von 1 bis 3 Zentimetern und einer Breite von 0,5 bis 1,5 Zentimetern meist verkehrt-lanzettlich oder verkehrt-eiförmig, manchmal schmal-elliptisch mit keilförmigen Spreitengrund. Die Blattflächen können glatt, spärlich flaumig behaart oder verkahlend sein. Die hell-grüne oder grau-grüne Blattunterseite ist netzadrig und nicht drüsig punktiert. Die Blattoberseite ist dunkel-grün und glänzend. Der glatte Spreitenrand ist nicht umgerollt.

### Blütenstand und Blüte
Die Blütezeit beginnt am Ende des Erstfrühling und reicht von März bis Juni. Der überhängende, einfache oder einfach-verzweigte, traubige Blütenstand enthält drei bis zehn Blüten. Die Blütenstandsachse weist eine Länge von 0,3 bis 1 Zentimetern und einen Durchmesser von über 1 Millimeter auf und ist meist spärlich kurz, manchmal lang oder kurz-drüsig behaart. Die kahlen, nicht anliegenden Tragblätter sind bei einer Länge von 2 bis 6 Millimeter länger als die Knospen, schuppenartig, schmal-dreieckig mit zugespitztem oberen Ende. Der kahle Blütenstiel ist 2 bis 4 Millimeter lang.
Die zwittrigen Blüten sind radiärsymmetrisch und fünfzählig mit doppelter Blütenhülle. Die fünf freien Kelchblätter sind haltbar. Die fünf weißen über rosafarbenen bis rötlichen, 5 bis 6 Millimeter langen Kronblätter sind auf fast ihre gesamten Länge verwachsen. Die Blütenkrone ist krugförmig mit fünf zurückgeschlagenen Kronzipfeln. Es sind zwei Kreise mit je fünf freien Staubblättern vorhanden. Die Staubbeutel besitzen zwei zurückgebogene, fadenförmige Anhängsel und öffnen sich am oberen Ende mit Poren. Die Narbe ist kopfig. Der oberständige Fruchtknoten ist kahl.

### Frucht und Samen
Die im August bis Oktober reifen und dann scharlachroten, beerenartigen Steinfrüchte sind bei einem Durchmesser von 6 bis 8 Millimeter kugelig. Die innen mehligen Steinfrüchte enthalten fünf bis sieben einzeln stehende Steinkerne.

### Chromosomenzahl
Die Chromosomenzahl beträgt x = 13. Es liegt Diploidie mit 2n = 26 oder Tetraploidie mit 2n = 52 vor.

## Ökologie
Die Echte Bärentraube ist ein Zwergstrauch, also verholzender Chamaephyt. Die Zweige wachsen horizontal und können selten sich auch bewurzeln. Die Echte Bärentraube wurzelt bis 1 Meter tief und weist eine Mykorrhiza vom Ericaceen-Typ auf. Bei dieser frostharten Pflanze wird der Jahresgang der Frosthärte durch Anpassung der osmotischen Werte erreicht und durch den Schutz der Schneedecke. Die Lebensdauer eines Exemplars beträgt 100 bis 120 Jahre.
Blütenökologisch handelt es sich um vormännliche „Glockenblumen mit Streueinrichtung“. Haare an der verdickten Staubfadenbasis und an der Innenwand der Krone dienen dem Schutz des Nektars. Stachelig-raue, leicht bewegliche Schwänze an den sich öffnenden Staubbeuteln fördern das Ausstreuen des Pollens. Die Bestäubung erfolgt durch Hummeln, daneben ist auch Selbstbestäubung möglich.
Es findet Endochorie (Verdauungsausbreitung) durch Vögel statt. Die Steinfrüchte sind Wintersteher. Die Samen sind Kältekeimer.

### Wirtspflanze für Pilze
Auf der Echten Bärentraube wurden mehrere Arten der pathogenen Eipilze der Gattung Phytophthora nachgewiesen, darunter Phytophthora ramorum, Phytophthora cactorum, Phytophthora cinnamomi, Phytophthora citricola, Phytophthora citrophtora und Phytophthora nicotianae.
Die beiden Nacktbasidien Exobasidium sydowianum und Exobasidium uvae-ursi befallen ebenfalls die Bärentraube. Durch erstere Art verfärben sich die Blätter zuerst rot, dann rot-braun. Exobasidium uvae-ursi befällt die Jahrestriebe, die blutrot und dicht verzweigt sind.

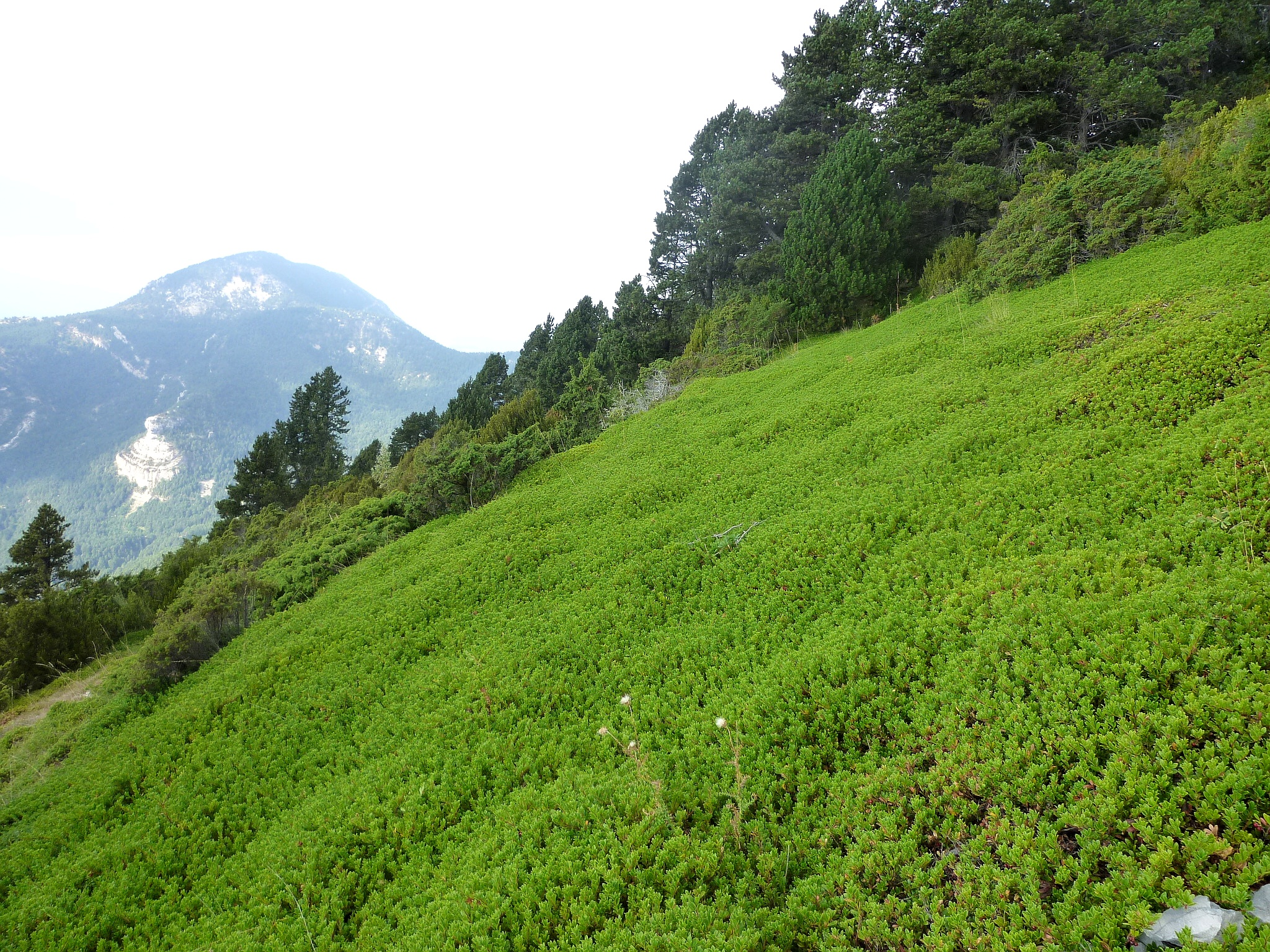
Bestand im Solsonès in den spanischen Vorbergen der Pyrenäen

## Vorkommen
Arctostaphylos uva-ursi ist eine von drei Arten der etwa 66 Arctostaphylos-Arten, die außerhalb von Nordamerika vorkommt. Sie ist sehr weitverbreitet zirkumpolar auf der Nordhalbkugel in Nordamerika sowie Guatemala und Eurasien. Fundorte werden für Deutschland, Österreich, Schweiz, Italien, Frankreich, Spanien, das Vereinigte Königreich, Irland, die Niederlande, Finnland, Norwegen, Schweden, Dänemark, Polen, Tschechien, die Slowakei, Slowenien, Kroatien, Serbien, Bulgarien, Rumänien, Albanien, Nordmazedonien, Griechenland, Belarus, die Baltischen Staaten, den europäischen Teil Russlands, die Ukraine, Ciskaukasien, Sibirien, Russlands Fernem Osten, Island, Grönland, alle kanadischen Provinzen und Territorien, die US-Bundesstaaten Alaska, Connecticut, nördliches Indiana, Maine, Massachusetts, Michigan, New Hampshire, New Jersey, New York, nördliches Ohio, nördliches Pennsylvania, Rhode Island, Vermont, nördliches Illinois, Iowa, Minnesota, North Dakota, westliches South Dakota, Wisconsin, Colorado, Idaho, Montana, Oregon, Washington, Wyoming, Delaware, Virginia, New Mexico, Arizona, Kalifornien, Nevada sowie Utah und Guatemala angegeben.
Im Gesamtverbreitungsgebiet gedeiht Arctostaphylos uva-ursi in Höhenlagen von 0 bis 3100 Metern. In Europa kommt die Echte Bärentraube besonders in Gebirgen, beispielsweise den Alpen und Mittelgebirgen Mitteleuropas, in Süd- und Südosteuropa ist sie auf die höheren Lagen der Gebirge beschränkt, in Nordeuropa gedeiht sie auch in tieferen Höhenlagen. In den Allgäuer Alpen steigt sie im Tiroler Teil am Gipfel der Jöchelspitze bis zu einer Höhenlage von 2200 Metern auf. In Norditalien erreicht sie am Monte Vago in den Livigno-Alpen eine Höhenlage von 2780 Metern.
Die Echte Bärentraube gedeiht meist in trockenen, sonnigen Zwergstrauchheiden, Bergwäldern, lichte Kiefernwäldern und geschützten Felsnischen. Sie gedeiht auf sauren, kalk- und nährstoffarmen Böden am besten. Als langsamwachsende Pionierart besiedelt sie beispielsweise nach Bränden und Abholzung Rohböden und Felsen. Sie ist eine Art der Kiefern-Steppenwälder (Pulsatillo-Pinetea), kommt aber auch in Pflanzengesellschaften der Erico-Pinetea oder des Unterverbands Rhododendro-Vaccinienion vor.
Die ökologischen Zeigerwerte nach Landolt et al. 2010 sind in der Schweiz: Feuchtezahl F = 2 (mäßig trocken), Lichtzahl L = 3 (halbschattig), Reaktionszahl R = 3 (schwach sauer bis neutral), Temperaturzahl T = 2 (subalpin), Nährstoffzahl N = 2 (nährstoffarm), Kontinentalitätszahl K = 4 (subkontinental).

### Gefährdung und Schutz
In Deutschland gilt die Echte Bärentraube als gefährdet und steht auf der Roten Liste gefährdeter Arten von 1996 in der Kategorie 2 = „stark gefährdet“. Es gilt zu ihrem Schutz die EG-Verordnung (338/97): Anhang D (zum Schutz wildlebender Tier- und Pflanzenarten), die beispielsweise Ein- und Ausfuhr beschränkt. Die Art ist in Deutschland durch die BArtSchV besonders geschützt.
In der Schweiz ist die Art nicht gefährdet.

## Nutzung und Inhaltsstoffe
Die Echte Bärentraube wird in vielen Ländern der Welt angebaut.

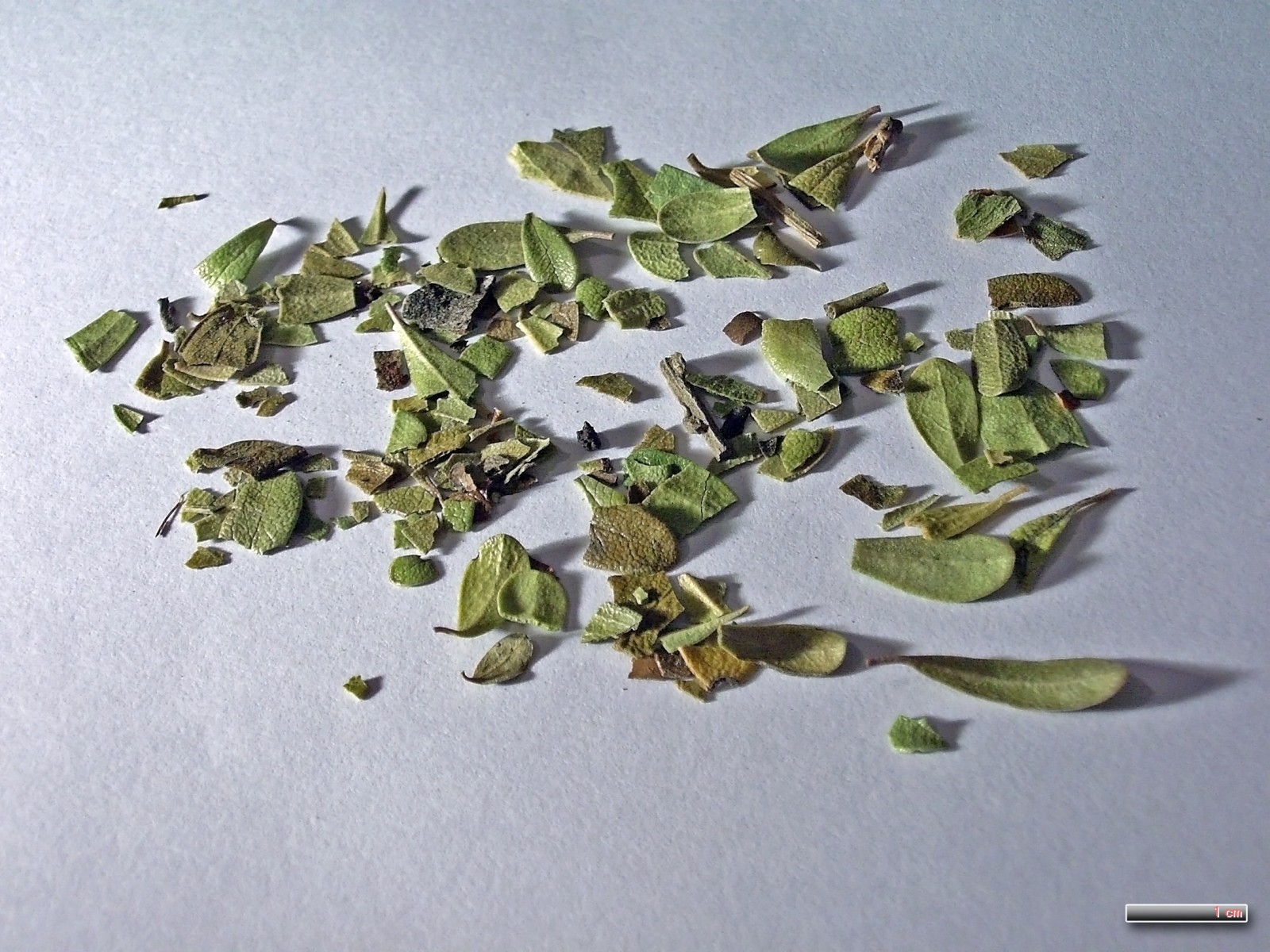
Echte Bärentraube in Form der Blattdroge (Uvae ursi folium)

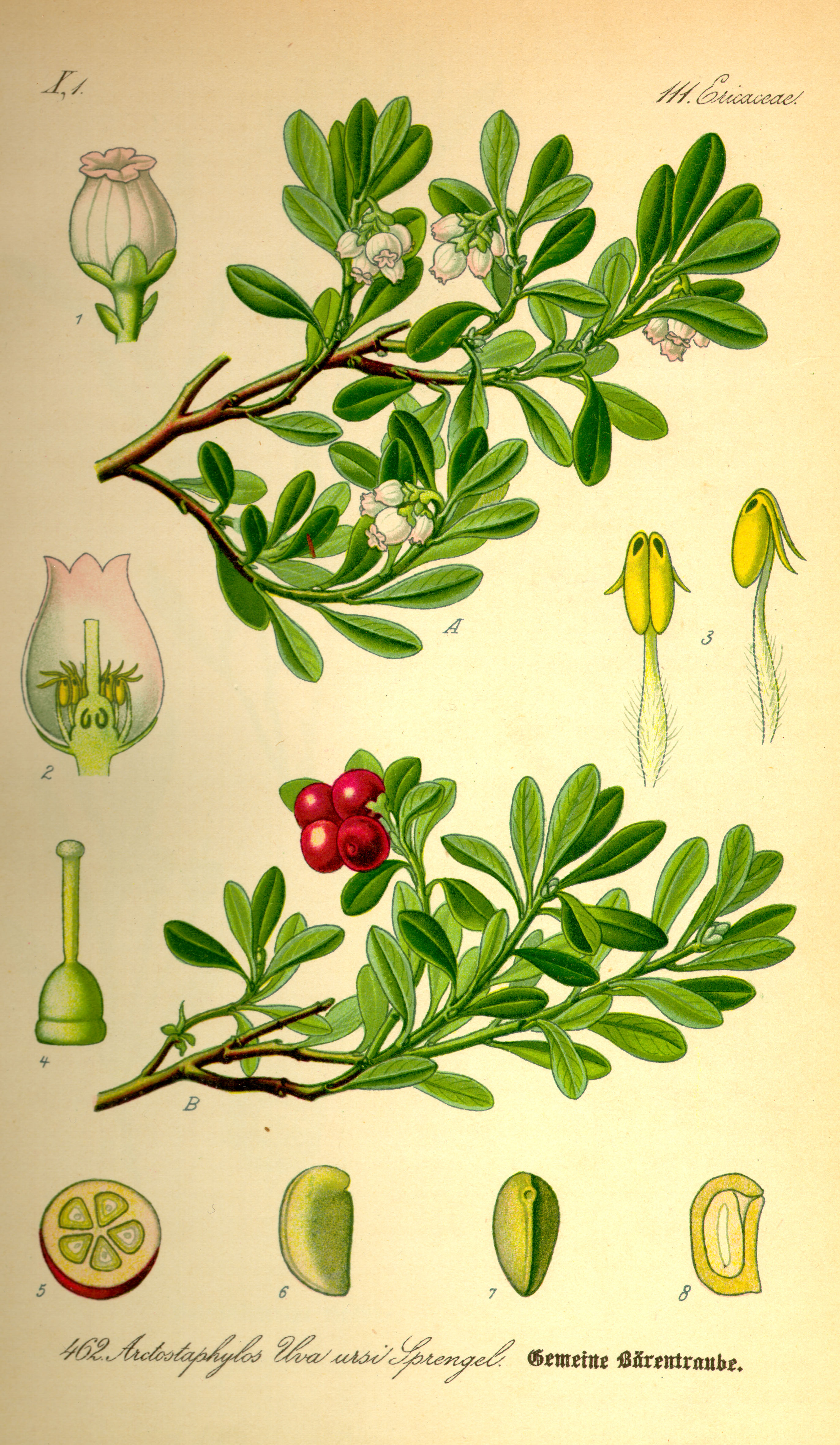
Illustration aus Otto Wilhelm Thomé: Flora von Deutschland, Österreich und der Schweiz

### Inhaltsstoffe
Die Blätter enthalten unter anderem Arbutin, Gerbstoffe, Flavone und Glycoside. Insbesondere das Arbutin, aber auch die Gerbstoffe, wirken antibakteriell.

### Naturheilkunde
In der Volksmedizin werden die Blätter der Echten Bärentraube bzw. daraus hergestellte Zubereitungen insbesondere bei Harnwegsinfektionen, aber auch bei Durchfall, bei Gallengangsbeschwerden und als Wehenmittel eingesetzt. Die Bärentraube wird schon im 12. Jahrhundert im walisischen Arzneibuch Meddygon Myddfai genannt.
Die Laubblätter werden getrocknet und ganz oder geschnitten zur Droge verarbeitet. Nach Verarbeitung werden die Endprodukte meist Bärentraubenblätter, selten auch Achelblätter, Achelkraut, Bärenkraut, Moosbeerenblätter, Sandblätter, Steinbeerenblätter oder Wolfsbeerenblätter (Folia Uvae-ursi, Uvae ursi folium) genannt. Aus den getrockneten Blättern wird ein Tee gebrüht.
Fertigarzneimittel aus den Blättern (pulverisiert, als alkoholische oder wässriger Auszug) sind nur zur Behandlung von Harnwegsinfekten zugelassen – nach ärztlichem Ausschluss einer ernsthaften Ursache und nur aufgrund der langjährigen Verwendung des Phytotherapeutikums. Für eine therapeutische Wirksamkeit besteht kaum Evidenz. Jüngere Studien legen nahe, dass die Basizität des Urins für die Freisetzung des antibakteriell wirksamen Hydrochinons aus Arbutin eine geringere Rolle spielt als früher angenommen. Die Einnahme sollte nicht länger als acht Tage und nicht öfter als fünf Mal im Jahr erfolgen, da das aus dem Arbutin entstehende Hydrochinon potenziell krebserregend ist und auch eine Schädigung der Leber möglich ist. Die in den Blättern enthaltenen Gerbstoffe können den Magen reizen und führen bei Überdosierung zu Verstopfung. Die Einnahme während Schwangerschaft, Stillzeit sowie bei Kindern unter zwölf Jahren wird nicht empfohlen. Ein Extrakt der Echten Bärentraube hat im In-vitro-Experiment eine hemmende Wirkung gegen die Pankreaslipase des Schweins gezeigt.

### Nahrungsmittel
Die Steinfrüchte werden roh oder gegart gegessen. Sie schmecken roh fade, trocken und mehlig, sind aber nach dem Kochen süßer. Sie sind eine gute Kohlenhydratquelle. Es können beispielsweise kühle Getränke hergestellt werden. Getrocknet können sie gelagert werden. Die mehligen Früchte können zu Sirup oder Marmelade verarbeitet werden.

### Färben und Gerben
Wegen des hohen Gerbstoffgehalts wurden die Blätter der Bärentraube früher auch zum Gerben von Leder genutzt. Der gelbe Farbstoff aus den Blättern benötigt keine Zugabe von Beizmitteln. Aus den Früchten kann ein grau-brauner Farbstoff gewonnen werden (Färberpflanze).

### Zierpflanze und Erosionsschutz
Einige Sorten werden als frostharte Zierpflanzen verwendet, beispielsweise für Steingärten oder auf Mauern. Die Bärentraube kann auch gut an der Küste gepflanzt werden. Auch als Erosionsschutz beispielsweise an sandigen Bereichen wird Echte Bärentraube gepflanzt.

## Systematik
Die Erstveröffentlichung dieser Art unter dem Namen (Basionym) Arbutus uva-ursi erfolgte 1753 durch Carl von Linné in Species Plantarum, Band 1, S. 395. Die Neukombination zu Arctostaphylos uva-ursi erfolgte 1825 durch Kurt Sprengel in Systema Vegetabilium, editio decima sexta, 2, S. 287. Das Artepitheton uva-ursi heißt aus dem Lateinischen übersetzt „Bärentraube“; der griechische Gattungsname bedeutet dasselbe.
Weitere Synonyme für Arctostaphylos uva-ursi (L.) Spreng. sind: Arbutus buxifolia Stokes, Arctostaphylos adenotricha (Fernald & J.F.Macbr.) Á.Löve, D.Löve & B.M.Kapoor, Arctostaphylos coloradensis Rollins, Arctostaphylos nevadensis var. coloradensis (Rollins) H.D.Harr., Arctostaphylos officinalis Wimm. & Grab., Arctostaphylos procumbens E.Mey., Arctostaphylos uva-ursi fo. adenotricha (Fernald & J.F.Macbr.) P.V.Wells, Arctostaphylos uva-ursi fo. stipitata (Packer & Denford) P.V.Wells, Arctostaphylos uva-ursi subsp. adenotricha (Fernald & J.F. Macbr.) Calder & Roy L.Taylor, Arctostaphylos uva-ursi subsp. coloradensis (Rollins) Roof, Arctostaphylos uva-ursi subsp. stipitata Packer & Denford, Arctostaphylos uva-ursi var. adenotricha Fernald & J.F. Macbr., Arctostaphylos uva-ursi var. stipitata (Packer & Denford) Dorn, Daphnidostaphylis fendleri Klotzsch, Mairania uva-ursi (L.) Desv., Uva-ursi buxifolia (Stokes) Gray, Uva-ursi procumbens Moench, Uva-ursi procumbens var. adenotricha (Fernald & J.F.Macbr.) D.Löve, Uva-ursi uva-ursi (L.) Britton, Uva-ursi uva-ursi (L.) Cockerell.
Es gibt mindestens zwei Unterarten von Arctostaphylos uva-ursi:
- Arctostaphylos uva-ursi (L.) Spreng. subsp. uva-ursi
- Arctostaphylos uva-ursi subsp. coactilis (Fernald & J.F.Macbr.) Á.Löve & al., Syn.: Arctostaphylos uva-ursi var. coactilis Fernald & J.F.Macbr., Uva-ursi procumbens var. coactilis (Fernald & J.F.Macbr.) Moldenke, Arctostaphylos uva-ursi fo. coactilis (Fernald & J.F.Macbr.) P.V.Wells: Sie kommt auf Island vor.[26]

## Trivialnamen
Für diese Art gibt es, zum Teil nur regional, auch die Trivialnamen: Bärbenerstaude (Bern), Bärentrauben, Bewell (Pommern), Wilder Buchs (Berner Oberland), Jackaspapuk (Schlesien), Jakaslapuk (Schlesien), Mehlbeere (so werden viele Pflanzenarten genannt), Möhrbeere (Celle), Moosbeere (Frankfurt (Oder)) (so werden mehrere Pflanzenarten genannt), Rausch (Tirol), Rauschgranten (Tirol), Sandbeere, Soltebeerenbläder (Rendsburger Apotheke), Steinbeere und Wolfsbeere.